# Chico Buarque de Hollanda - Nº4
| Críticas profissionais            | Críticas profissionais |
| Avaliações da crítica             | Avaliações da crítica  |
| Fonte                             | Avaliação              |
| --------------------------------- | ---------------------- |
| All Music Guide                   | [ 1 ]                  |
| The Encyclopedia of Popular Music | [ 2 ]                  |

Chico Buarque de Hollanda - Nº4 é um álbum do músico brasileiro Chico Buarque. Foi lançado no ano de 1970.
O álbum foi gravado por Chico Buarque inicialmente na Itália, durante seu exílio naquele país, e completado após sua volta ao Brasil, no Rio de Janeiro. Segundo matéria do Jornal da Tarde, de 20 de Março de 1970, a voz e o violão de Chico foram registrados em Roma e a base feita no Rio. Além disso, os arranjos desse disco foram feitos por Erlon Chaves, César Camargo Mariano e Magro.

## Faixas
| N.º | Título                                                         | Compositor(es)                            | Duração |  |
| 1.  | "Essa Moça Tá Diferente (música do Zé)"                        | Chico Buarque                             |         |  |
| 2.  | "Não Fala de Maria"                                            | Chico Buarque                             |         |  |
| 3.  | "Ilmo. Sr. Ciro Monteiro ou Receita Pra Virar Casaca de Neném" | Chico Buarque                             |         |  |
| 4.  | "Agora Falando Sério"                                          | Chico Buarque                             |         |  |
| 5.  | "Gente Humilde"                                                | Garoto, Vinícius de Moraes, Chico Buarque |         |  |
| 6.  | "Nicanor"                                                      | Chico Buarque                             |         |  |
| 7.  | "Rosa dos Ventos"                                              | Chico Buarque                             |         |  |
| 8.  | "Samba e Amor"                                                 | Chico Buarque                             |         |  |
| 9.  | "Pois É"                                                       | Tom Jobim, Chico Buarque                  |         |  |
| 10. | "Cara a Cara"                                                  | Chico Buarque                             |         |  |
| 11. | "Mulher, Vou Dizer Quanto Te Amo"                              | Chico Buarque                             |         |  |
| 12. | "Os Inconfidentes"                                             | Chico Buarque, Cecília Meireles           |         |  |